# Чиршкаси (Канаський район)
Чиршка́си (рос. Чиршкасы, чув. Чăрăшкасси) — присілок у складі Канаського району Чувашії, Росія. Входить до складу Ухманського сільського поселення.
Населення — 256 осіб (2010; 260 у 2002).
Національний склад:
- чуваші — 96 %